# Kevin Yost
Kevin Yost est un producteur et musicien américain de jazz influencé par les styles de Chuck Mangione.

## Biographie
Dans les débuts des années 1990, il expérimente différents styles d'acid jazz pour arriver à produire un style proche du jazz et de la deep house. Un contrat avec le label Guidance de Chicago lui permet de sortir son EP intitulé Unprotected Sax en 1996. Un an plus tard, Yost signe un contrat avec le label acid jazz et house du New Jersey, i! Records, et en 1998, le single One Starry Night devient un grand succès dans les cercles de la house progressive. Le 9 février 1999, Yost sort l'album Small Town Underground chez Twisted et MCA, avec des contributions d'Euphonic et de Fredrik Stark, entre autres,. Plus tard dans l'année, l'album One Starry Night rassemble quelques productions classiques (comme la chanson titre) avec des morceaux plus récents de l'époque. L'album Road Less Traveled suit en 2001. 

## Discographie sélective
- 1999 : Small Town Underground (album)
- 1999 : One Starry Night
- 2000 : Straight Outa the Boon Dox
- 2001 : Road Less Traveled
- 2004 : Bongo Madness
- 2005 : Small Town Underground, Vol. 3
- 2005 : Big Sexy Sessions
- 2005 : Future Flashback Remixed
- 2006 : Beatkilla
- 2019 : Tsoy Perspectives